# 熊本市立春日小学校
熊本市立春日小学校（くまもとしりつ かすがしょうがっこう）は、熊本県熊本市西区春日五丁目にある公立小学校。

## 沿革
- 1873年（明治6年） - 春日村岫雲院 (春日寺)に「春日小学校」創設
- 1874年（明治7年） - 白坪小学校を分離
- 1878年（明治11年） - 横手村北岡に新校舎ができ、「華陵小学校」に改称
- 1886年（明治19年） - 尋常華陵小学校と改称
- 1921年（大正10年） - 熊本市に編入し、熊本市立春日尋常小学校と改称
- 1947年（昭和22年） - 熊本市立春日小学校に改称

## 歴代校長
初代首席教員(現在の校長)　吉田泰造
第２代首席教員　明石鑑次郎
第３代首席教員　小山又熊
第４代首席教員　内尾保輔
第５代首席教員　佐々木嘉一
第６代首席教員　井上虎三
第７代首席教員　森田新五郎
第８代学校長(首席教員が校長の名義に変わる)　立石勝喜
第９代学校長　河越勝政
第１０代学校長　鳥井佐文
第１１代学校長　村中彦熊
第１２代学校長　古市清男
第１３代学校長　本田有
第１４代学校長　安城安熊
第１５代学校長　升田文喜
第１６代学校長　岡本安次郎
第１７代学校長　荒木茂七郎
第１８代学校長　鶴田新作
第１９代学校長　上村一喜
第２０代学校長　鳥井正明
第２１代学校長　加藤三喜雄
第２２代学校長　石原信次
第２３代学校長　清崎裕
第２４代学校長　高田哲夫
第２５代学校長　岩崎勧
第２６代学校長　門司真美
第２７代学校長　高瀬邦男
第２８代学校長　高見覚
※『春日校創立百周年記念　春日の歴史』(昭和４８年６月３０日発行)より参照

## 委員会
- 企画運営
- 図書
- 給食
- 環境ボランティア
- 保険・生活
- 体育
- 放送

## クラブ活動

### 運動部
- サッカー部
- 水泳部
- バドミントン部
- 剣道部